# Cora Brinkmann
Cora-Caroline Brinkmann coniugata Schumacher (Langenfeld, 27 dicembre 1976) è una modella e conduttrice televisiva tedesca.

## Biografia
Figlia di un inserviente di un distributore di benzina, cominciò a posare fin da giovane per passione. Dopo aver riscosso un certo successo, condusse per un breve periodo il talk show Top of the Pops.
Nell'ottobre 2001 Cora Brinkmann conobbe il pilota automobilistico Ralf Schumacher, fratello del sette volte campione del mondo di Formula 1 Michael Schumacher; i due si sposarono il 7 settembre 2002. Da questo momento divenne più nota come Cora Schumacher. Nel 2001 la coppia ha avuto un figlio, il pilota automobilistico David Schumacher. A seguito del matrimonio è diventata zia di Mick Schumacher, anche lui pilota in Formula 1, figlio di Michael e di sua moglie Corinna Betsch. Nel 2015 Ralf e Cora Schumacher annunciarono il divorzio. 
Sempre nel 2015 ha ballato insieme ad Erich Klann nell'ottava stagione del programma Let’s Dance. La coppia si ritirò dopo il secondo turno. 
Solo nel 2024 ha dichiarato, nonostante già girassero voci al tempo in cui erano sposati, di aver appreso, a seguito del coming out dell'ex marito, del suo orientamento omosessuale.